# مجید وفادار
مجید وفادار (۲۸ بهمن ۱۲۹۱ – ۹ اسفند ۱۳۵۴) موسیقی‌دان، آهنگساز، نوازندهٔ ویولن و رهبر ارکستر اهل ایران بود. ترانهٔ «گلنار» با صدای داریوش رفیعی و ترانهٔ «مرا ببوس» با صدای حسن گل‌نراقی از مشهورترین آثار او هستند.

## زندگی
مجید وفادار به واسطه پدرش (میرزا محمدخان وفادار) که مدیریت کتابخانه مدرسه کالج را برعهده داشت، در همان مدرسه به تحصیل پرداخت و پس از اتمام دوره متوسطه به موسیقی علاقه‌مند شد و در محضر «حسین‌خان اسماعیل‌زاده» آموزش نواختن ویولن را فرا گرفت و پس از آن در محضر رضا محجوبی پیش‌درآمدها و ضرب‌ها را آموخت و ردیف میرزا حسینقلی را نزد علی‌اکبر شهنازی به پایان رساند.
برادر وی حمید وفادار نیز نوازندهٔ سنتور بود که با یکدیگر در رادیو برنامه همنوازی داشته‌اند.
او در سال ۱۳۱۵ اولین ترانهٔ خود را با نام «شب جدایی» بر روی شعری از رهی معیری ساخت و بسیار مورد استقبال قرار گرفت.
وفادار در جوانی و پس از فراگرفتن موسیقی وارد انجمن موسیقی شد و به اجرای تک‌نوازی ویولن پرداخت، طوری‌که ساز او مورد پسند «علینقی وزیری» قرار گرفت. این هنرمند تا سال ۱۳۳۹ درعین نوازندگی و آهنگسازی، رهبری ارکستر شماره ۳ رادیو را برعهده داشت.
وی در طول فعالیت هنری با هنرمندانی چون حسین قوامی، دلکش، داریوش رفیعی، مرتضی محجوبی، اسماعیل نواب صفا، رهی معیری و… همکاری داشت. آثار مجید وفادار حدود ۴۰۰ قطعه است که بخشی از آن را برای فیلم و تئاتر ساخته است.
در ۲۴ خرداد ۱۳۹۸ آیین نکوداشت «مجید و حمید وفادار» در فرهنگسرای ارسباران برگزار شد.

## درگذشت
مجید وفادار در ۹ اسفند ۱۳۵۴ در تهران درگذشت و در بهشت زهرا قطعه ۲، ردیف ۱۰۴، شماره ۳۴ به خاک سپرده شد.
برخی منابع تاریخ تولد مجید وفادار را هفتم خرداد ۱۲۹۱ و تاریخ درگذشت او را ۸ آذر ۱۳۵۷ ذکر کرده‌اند.

## ترانه‌ها
مجید وفادار آفریننده ترانه‌هایی بود که بین مردم شهرت بسیار دارند از جمله:
1. مرا ببوس با شعر حیدر رقابی و صدای حسن گلنراقی در آواز بیات اصفهان
2. عاشقم من، در بیات اصفهان با صدای دلکش
3. گلنار با شعر کریم فکور و صدای داریوش رفیعی در آواز دشتی
4. جام طلا (سحر که از کوه بلند جام طلا سر میزنه)، در آواز ابوعطا با صدای دلکش
5. گل اومد بهار اومد با شعر بیژن ترقی و صدای پوران در دستگاه سه‌گاه
6. به سوی تو با شعر عبدالله فاطمی و صدای کورس سرهنگ زاده و داریوش رفیعی و مهران زاهدی در آواز دشتی
7. شب جدایی، در مایه آواز دشتی با صدای حسین قوامی (فاخته‌ای)
8. زهره با شعر جهانگیر تفضلی و صدای داریوش رفیعی در دستگاه سه‌گاه
9. بنده عشق (ساقی امشب ما را دیوانه کردی)، در دستگاه شور با صدای دلکش
10. آمدم (آمدم، آمدم، که سر آید انتظار تو)، در دستگاه شور با صدای دلکش
11. دوست (از فراقت ای دوست جان به لب رسیده)، در بیات اصفهان با صدای حسین قوامی (فاخته‌ای)
12. من و آینه (حال من آینه داند و بس)، در بیات اصفهان با صدای دلکش
13. شمع شبانه با شعر رحیم معینی کرمانشاهی و صدای داریوش رفیعی در بیات ترک[۸]
14. منتظرت بودم (شب انتظار) با شعر محمود ثنایی و صدای داریوش رفیعی
15. شب‌های تهران با شعر کریم فکور و صدای پروانه[۹]

## موسیقی فیلم
- «ساحل دور نیست» به کارگردانی «سردار ساگر» ۱۳۴۲
- «دختران حوا» به کارگردانی «سعید نیوندی» ۱۳۴۰
- «عمو نوروز» به کارگردانی «سیامک یاسمی» ۱۳۴۰
- «پیمان» به کارگردانی «مهدی رئیس‌فیروز» ۱۳۳۹
- «کی به کیه؟» به کارگردانی «رضا کریمی» ۱۳۳۹
- «اول هیکل» به کارگردانی «سیامک یاسمی» ۱۳۳۹
- «آینهٔ تاکسی» به کارگردانی «عزیزالله رفیعی» ۱۳۳۹
- «صفرعلی» به کارگردانی «سعید نیوندی» ۱۳۳۹
- «آسمون جُل» به کارگردانی «نصرت‌الله وحدت» ۱۳۳۸
- «اینم یه جورشه» به کارگردانی «عزیزالله رفیعی» ۱۳۳۸
- «در جستجوی داماد» به کارگردانی «آرامائیس آقامالیان» ۱۳۳۸
- «پسر دریا» به کارگردانی «شاپور یاسمی» ۱۳۳۸
- «عروس فراری» به کارگردانی «اسماعیل کوشان» ۱۳۳۷
- «رستم دستان و بیژن و منیژه» به کارگردانی «منوچهر زمانی» ۱۳۳۷
- «شاباجی خانم» به کارگردانی «صادق بهرامی» ۱۳۳۷
- «ظالم بلا» به کارگردانی «سیامک یاسمی» ۱۳۳۶
- «یعقوب لیث» به کارگردانی «علی کسمایی» ۱۳۳۶
- «رستم و سهراب» به کارگردانی «شاهرخ رفیع» ۱۳۳۶
- «قزل ارسلان (پسر امیر ارسلان)» به کارگردانی «شاپور یاسمی» ۱۳۳۵
- «یوسف و زلیخا» به کارگردانی «سیامک یاسمی» ۱۳۳۵
- «اتهام» به کارگردانی «شاپور یاسمی» ۱۳۳۵
- «امیر ارسلان نامدار» به کارگردانی «شاپور یاسمی» ۱۳۳۴
- «آخرین شب» به کارگردانی «حسین دانشور» ۱۳۳۳
- «عشق راهزن» به کارگردانی «سیامک یاسمی» ۱۳۳۳
- «آغامحمدخان قاجار» به کارگردانی «نصرت‌الله محتشم» ۱۳۳۳
- «شاهین طوس» به کارگردانی «کریم فکور» ۱۳۳۳
- «شب‌های تهران» به کارگردانی «سیامک یاسمی» ۱۳۳۲
- «غفلت» به کارگردانی «علی کسمایی» ۱۳۳۲
- «چهرهٔ آشنا» به کارگردانی «حسن خردمند» ۱۳۳۲
- «عمر دوباره» به کارگردانی «پرویز خطیبی» ۱۳۳۱
- «حاکم یک روزه» به کارگردانی «پرویز خطیبی» ۱۳۳۱
- «دستکش سفید» به کارگردانی «پرویز خطیبی» ۱۳۳۰